# ハイランズ (ニューヨーク州)
ハイランズ（Highlands）は、アメリカ合衆国ニューヨーク州のオレンジ郡にある町。人口は1万2939人（2020年）である。アメリカ合衆国陸軍士官学校、通称ウェストポイントがハドソン川沿いに立地している。

## 歴史
ハイランズの町は1872年にコーンウォール (Cornwall) から分離して設立された。

## 地理
アメリカ合衆国統計局によると、この町は総面積86.7km2 (33.5 mi2) である。このうち80.0 km2 (30.9 mi2) が陸地で6.7 km2 (2.6 mi2) が水地域である。総面積の7.73%が水地域となっている。
この町の南部境界線はロックランド郡に接している。東部境界線はハドソン川によって隔てられたパットナム郡に接している。

## 人口動勢
2000年の国勢調査で、この町は人口12,484人、3,230世帯、及び2,322家族が暮らしている。人口密度は156.0/km2 (404.0/mi2) である。42.7/km2 (110.6/mi2) の平均的な密度に3,418軒の住居が建っている。この町の人種的構成は白人82.18%、アフリカン・アメリカン9.16%、先住民0.49%、アジア2.68%、太平洋諸島系0.16%、その他の人種2.27%、及び混血3.08%である。人口の7.71%がヒスパニックまたはラテン系である。
3,230世帯のうち、43.8%が18歳未満の子供と一緒に生活しており、59.6%は夫婦で生活している。8.9%は未婚の女性が世帯主であり、28.1%は家族以外の住人と同居している。24.1%は独身の居住者が住んでおり、8.5%は65歳以上で独身である。1世帯の平均人数は2.74人であり、家庭の場合は、3.32人である。
年齢の分布は22.8%が18歳未満の未成年、18歳以上24歳以下が32.1%、25歳以上44歳以下が26.7%、45歳以上64歳以下が12.2%、及び65歳以上が6.2%にわたっている。中央値年齢は23歳である。女性100人ごとに対して男性は147.7人である。18歳以上の女性100人ごとに対して男性は162.2人である。これらの統計は一般的にウェストポイント軍事基地、及び特殊な学校の存在に合致している。
この町の世帯ごとの平均的な収入は52,816米ドルであり、家族ごとの平均的な収入は59,345米ドルである。男性は23,491米ドルに対して女性は27,406米ドルの平均的な収入がある。この町の一人当たりの収入 (per capita income) は17,830米ドルである。人口の3.6%及び家族の2.8%の収入は貧困線以下である。全人口のうち18歳未満の4.3%及び65歳以上の3.0%は貧困線以下の生活を送っている。

## 交通
- パリセード・パークウェイ：ジョージ・ワシントン・ブリッジとハイランズを結ぶ。